# Club Atlético Plaza
El Club Atlético Plaza (también Plaza de Nueva Helvecia o simplemente Plaza) es un club deportivo uruguayo de la ciudad de Nueva Helvecia, fundado el 25 de agosto de 1934. Si bien la primera actividad desarrollada en el club fue el fútbol, el deporte en el que más se destaca es el Baloncesto. También se practica fútbol de salón y vóleibol; en esta última disciplina, su selección femenina destacó a nivel nacional y regional.

## Comisión Directiva
Desde el 16 de diciembre de 2021 la presidenta del club es María Emilia Naviliat, con Pablo Schüsselin como vicepresidente.

## Historia
El Club Atlético Plaza fue fundado el 25 de agosto de 1934 por Daniel Armand Ugon, Orlando González Berois, Carlos González y Horacio Zerpa Font, en el local de una vieja carpintería. En el año 1958, el club se traslada a un local alquilado frente a la Plaza de Deportes. En 1962 se adquiere el predio actual, donde se encuentran su estadio cerrado y su sede social.
El celeste característico de su camiseta fue adquirido en 1940 tras la victoria de Plaza en un torneo juvenil de fútbol en la ciudad de Carmelo.

## Fútbol
En 1941, Plaza se afilia a la Liga Helvética de Fútbol en tercera división; dos años más tarde, lo hace en segunda, y al año siguiente, en primera división. En la década del sesenta obtiene varios torneos locales. Su equipo fue la base del seleccionado del departamento que obtuviera en 1967 el torneo del litoral de ese año. En 1969 alcanza el título de campeón departamental.
En febrero de 1971, la Asamblea General del club decide abandonar la práctica de este deporte. Se aprueba la construcción de su estadio cerrado, cuya construcción se había iniciado ya a fines del año anterior.

## Básquetbol
La práctica activa de Plaza en básquetbol comenzó en 1960, año en que se afilió a la Liga de Básquetbol de Nueva Helvecia y, por ende, a la Federación Uruguaya de Básquetbol (fubb). En 1970, con la construcción de su estadio cerrado, el club empieza a participar en los campeonatos nacionales, representando a Colonia —tanto en categoría mayores como juveniles— y colocando al departamento en un lugar importante del básquetbol nacional.
A partir de allí, tuvo nutrida actividad en torneos departamentales, zonales y nacionales. Con su equipo de primera división, obtuvo una cantidad importante de títulos. De 1977 a 1988 y de 1992 a 2004 participó en los torneos del Consejo Único de Divisiones Formativas de la fubb; en la serie «A» logró numerosos títulos en todas las categorías, hasta su desafiliación del consejo en 2004.
Se afilió a Zona Montevideo en 1993; al año siguiente, asciende a tercera división. En 1997 pasa a segunda, y en el 2000, a primera división; ese año obtiene el título de campeón de dicha divisional.
El Club A. Plaza fue fundador en 2003 de la Liga Uruguaya de Básquetbol (lub), de cuyo campeonato participó en los años 2003 y 2004.

### Entrenadores
| Nombre       | Nacionalidad | Período   |
| ------------ | ------------ | --------- |
| Álvaro Ponce | Uruguay      | 2011-2012 |

### Jugadores destacados formados en el club
Entre los jugadores nacidos en la cantera del club y que han llegado a destacarse a nivel nacional, cabe mencionar los siguientes:
- Marcelo Sánchez
- Jesús Rostán
- Waldemar Ackermann
- Mauricio Trasante
- Martín Volf
- Philip Holm
- Alejandro Huber

Cuando Marcelo Sánchez era chico, todo el club y parte de Nueva Helvecia empezó a soñar en un Plaza competitivo en Básquetbol y gracias a ello se logró mucho de la mano de los hermanos Naviliat (Tote y Edu), hijos del gran Chubi, quien fuera jugador, director técnico y dirigente, a quien se lo homenajeó en vida con el nombre del Gimnasio Cerrado. Luego de grandes sacrificios que pasaron las formativas viajando en camión a Montevideo, los sueños de tener todas las divisiones formativas jugando al primer nivel del país se logró. Luego de un período en el que la crisis económica sumada a la falta de apoyo al desarrollo del deporte en el Interior por parte de la estructura del básquetbol focalizada en la Capital del País hizo que debiera retirarse temporalmente de las competencias oficiales de la FUBB, ha retomado en los últimos años la actividad en la Liga Departamental de Colonia (de la que ha sido firme impulsor en su renacer) y en la Liga de Bienestar Estudiantil Universitario. Plaza, al igual que muchas otras instituciones del País, seguramente volverá a la élite del básquetbol nacional cuando la estructura organizativa de la LUB permita una competencia equilibrada entre equipos de Montevideo e Interior.
En 2022 Plaza volvería a competir profesionalmente en la FUBB Formativas, con categorías desde U11 hasta U19. 
Con destacados jugadores y equipo técnico.

## Vóleibol
El 13 de febrero de 1976 comienza en Plaza la práctica de vóleibol femenino y se comienza a participar oficialmente de las competencias de la Federación Uruguaya de Vóleibol (fuv). Desde entonces, el club se convirtió en un permanente animador de todos los torneos anuales organizados por la federación, y ha sido sede y referente obligado para sus organizaciones. Su selección obtuvo el título de campeón nacional en varias oportunidades, en todas las categorías.

## Fútbol de salón
La práctica del fútbol de salón en el Club A. Plaza nació en 1974, con el primer campeonato abierto de ese deporte a nivel departamental, organizado por el propio Plaza y en el que participaron más de cuarenta equipos. En 1989 el club se afilia a la Federación Uruguaya de Fútbol de Salón; ese año logra el título de campeón en el federal de primera división «C» y el consecuente ascenso a primera división «B». Al año siguiente, participa en el campeonato de la «B» y logra allí la tercera posición. En 1991, Plaza deja de competir en este deporte.